# Reliquiari dels Tres Reis

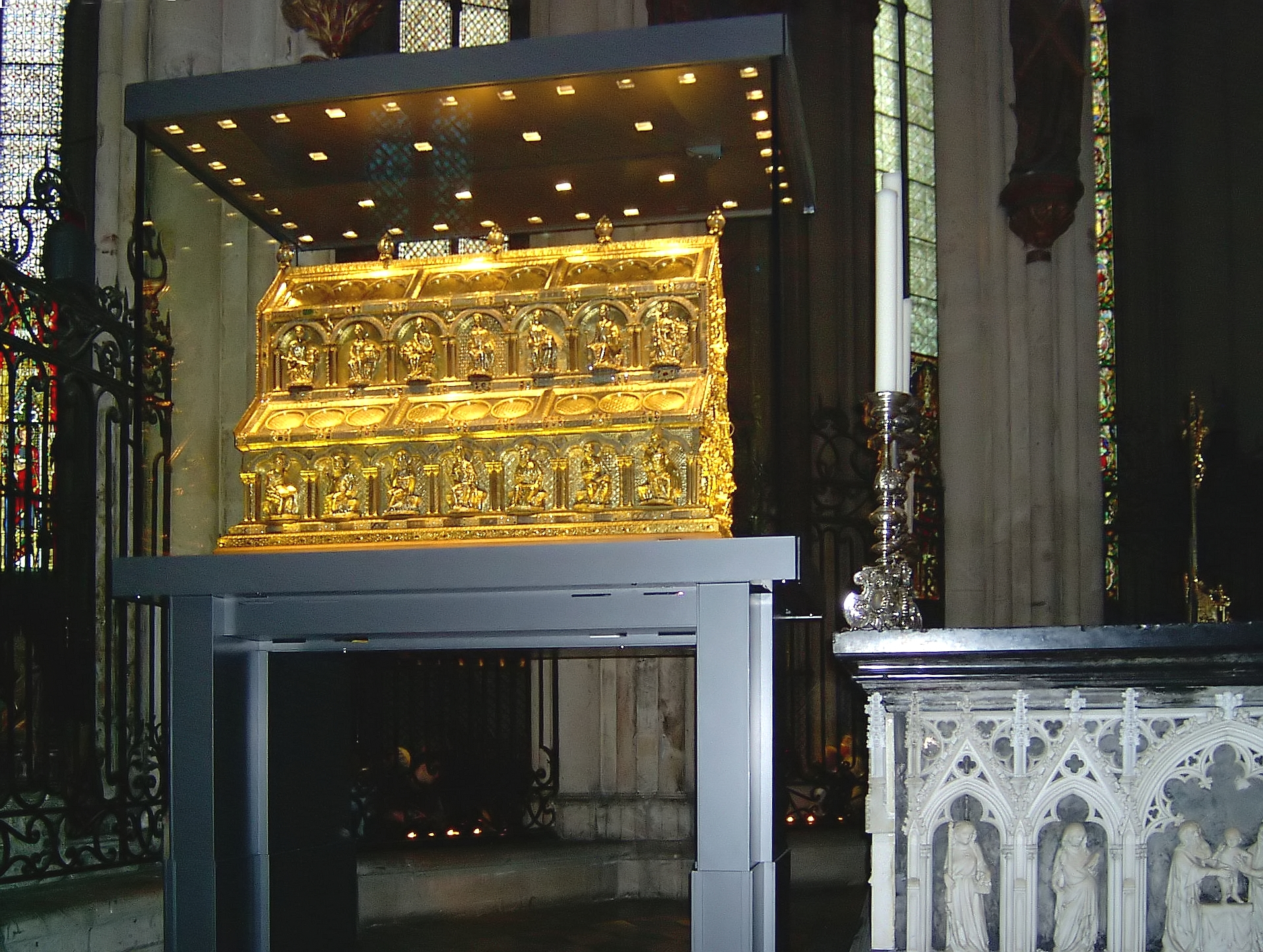
Reliquiari dels Reis Mags a la catedral de Colònia.

El  Reliquiari dels Tres Reis  (en alemany  Dreikönigenschrein ) és un reliquiari del qual es diu que conté els ossos dels tres Reis Mags, també coneguts com els Tres Savis d'Orient o els Mags d'Orient. El reliquiari és un gran sarcòfag triple, daurat i ricament decorat col·locat damunt i darrere de l'altar major de Catedral de Colònia. Es considera el punt culminant de l'art mosà i el reliquiari més gran del món occidental.

## Història
Les relíquies dels tres Reis Mags van ser portades de Milà a Colònia per l'emperador del Sacre Imperi Romanogermànic Frederic Barba-roja. A la basílica de Sant Eustorgi de Milà es conserva el sepulcre-reliquier, de gran format, que contenia aquestes relíquies abans del trasllat. Frederic I Barba-roja les va lliurar a l'Arquebisbe de Colònia, Reginald de Dassel el 1164. De llavors ençà les relíquies dels Tres Reis no han deixat d'atreure un corrent constant de pelegrins cap a Colònia:
| «                              | "En els dies de Felip de Heinsberg va ser construït el reliquiari dels tres mags. Això em va ser confirmat per alguns testimonis oculars que eren presents quan els tres mags van ser posats en el reliquiari." | » |
| — Vita Eustorgii (Eustorgius)) | |   |

Parts del reliquiari foren dissenyades pel famós orfebre medieval, Nicolas de Verdun, que va començar el treball el 1180 o 1181. Té escultures d'or elaborades dels profetes i apòstols, i de les escenes de la vida de Crist. El reliquiari es va completar vers el 1225.
Pels volts del 1199, l'emperador Otó IV va fer present als reis mags de tres corones d'or que va donar a l'església catedralícia de Colònia: "Otto rex coloniensis curiam celebrans tres corones de Auro capitibus trium magorum imposuit "; MGSS 17, 292. A causa de la importància del reliquiari i de la catedral per al posterior desenvolupament de la ciutat, l'escut d'armes de Colònia va incorporar tres corones que simbolitzaven els Tres Reis Mags i que, avui en dia, continua encara mostrant.
La construcció de la catedral de Colònia va començar el 1248 per a albergar aquestes importants relíquies. La construcció de la catedral va durar 632 anys i va esdevenir la que actualment és l'església catedralícia gòtica més gran de l'Europa septentrional.
El 20 de juliol del 1864, el reliquiari es va obrir, i hom hi va trobar les restes dels Tres Reis així com dues monedes, una de les quals era una moneda de Felip de Heinsberg. L'informe d'un testimoni ocular, Heinrich Joseph Floß, en dona compte amb aquestes paraules:
| « | "En un compartiment especial del reliquiari llavors se'ns van fer visibles, juntament amb les restes de les benes, velles i podrides, -probablement de bis- a més a més de fragments de resines aromàtiques i substàncies semblants, nombrosos ossos de tres persones, que amb l'assistència dels experts presents es pogueren ordenar en cossos gairebé complerts: l'un en la seva primera joventut, el segon en els inicis de la seva edat adulta, el tercer, d'edat. Al costat d'aquestes restes hi havia dues monedes bracteades d'argent, encunyades només per una cara: una, palesament dels dies d'en Philipps von Heinsberg, mostra una església ( vulgueu veure nota), l'altra, mostra a una cara una creu acompanyada de l'espasa de la jurisdicció, i la crossa de prelat o bàcul episcopal, a l'altra. " | » |

Nota: "Una peça idèntica a la moneda encunyada en temps d'en Philipp von Heinsberg es pot veure a Josephus Hartzheim: Historia rei nummariae coloniensis et dissertationes de eadem. Colònia: Johannes Wilhelmus Krakamp & haeredes Christiani Simonis, 1754. Taula núm. 3, exemplars 14 i 16, ( per bé que sense la seva inscripció. L'altra moneda, de forma quadrada, amb una creu en seu centre, a una cara hi reprodueix l'espasa de la jurisdicció, i a l'altra el bàcul episcopal, també sense inscripció, en tot cas no és pas més recent que l'altra moneda i potser podria resultar que sigui una moneda del Reginald [de Dàssel]. ")
Els ossos es van embolicar en seda blanca i van ser retornats al reliquiari.

## Disseny
El Reliquiari dels Tres Reis fa 110 cm d'ample, 153 cm d'alt i 220 cm de llarg. Quan hom el va obrir en el segle xix en el seu interior hi trobaren una arca contenint les relíquies dels tres reis. Aquesta arca feia 22 polzades (0,55 m) d'ample, 1 peu (0,30 m) d'alt, i 3,5 peus (1,10 m) de llarg. Les tres parts del reliquiari conformen una mena de basílica: dos sarcòfags estan enganxats lateralment l'un a l'altre, i el tercer sarcòfag descansa sobre les arestes superiors dels altres dos. Les cares estan completament cobertes d'or, de manera que no hi ha cap espai visible entre els sarcòfags. L'estructura bàsica està feta de fusta, amb bany d'or i plata i decorada amb filigranes, esmalt, i unes 1000 pedres precioses. Aquest aspecte hi trobem molts camafeus i peces gravades, alguna encara precristiana. El reliquiari conté un total de 9 quilos d'or i 15 quilos d'argent.
Tot l'exterior del reliquiari presenta un elaborat revestiment decoratiu. Hi ha 74 figures en baix relleu de plata daurada en total, sense comptar les figures addicionals, més petites, en la decoració del fons. En els costats, les imatges de profetes decoren la part més baixa, mentre que les imatges dels apòstols i evangelistes en decoren la part superior. Un extrem mostra (a través del fons, d'esquerra a dreta) imatges de l'Adoració dels Mags, Maria entronitzada amb l'infant Jesús, i el Baptisme de Jesús, i a dalt, el Crist entronitzat en el Judici Final. L'altre extrem mostra les escenes de la Passió: El Martiri del Crist (baix esquerra) i la Crucifixió (baix esquerra), amb el  Crist ressuscitat amunt. Aquest extrem té, igualment, un bust de Ranald de Dàssel al centre.

## El reliquiari en la ficció
A la novel·la  Baudolino  (2000), Umberto Eco descriu la trobada i la identificació de les relíquies dels tres Reis Mags a Milà, així com llur trasllat a Colònia, com un engany del segle xii dut a terme pel protagonista de la novel·la.
A la novel·la  Mapa d'Ossos  (2005) de James Rollins, el reliquiari conté or en estat monoatòmic, produït pels Mags, en comptes de les santes relíquies.